# نورمن لوید
نورمن لوید (انگلیسی: Norman Nathan Lloyd؛ زادهٔ ۸ نوامبر ۱۹۱۴ – درگذشتهٔ ۱۱ مه ۲۰۲۱) هنرپیشه، تهیه‌کننده، صداپیشه و کارگردان آمریکایی بود که نزدیک به یک قرن فعالیت هنری داشت. او فعالیت هنری خود را در سال ۱۹۲۳ آغاز کرد. آخرین فیلم لوید در سال ۲۰۱۵ و پس از ۱۰۰ سالگی او اکران شد. لوید طولانی‌ترین عمر را بین بازیگران مرد هالیوود کلاسیک داشت. لوید با فیلم‌سازان بزرگی چون آلفرد هیچکاک و اورسن ولز نیز همکاری کرده بود. او روز سه شنبه در ۱۱ مه ۲۰۲۱ در سن ۱۰۶ سالگی در خانه‌اش در لس آنجلس درگذشت.

## گزیده فیلم‌شناسی
از فیلم‌ها یا برنامه‌های تلویزیونی که وی در آن نقش داشته‌است می‌توان به آثار زیر اشاره کرد.
- خراب‌کار (۱۹۴۲)
- جنوبی (۱۹۴۵)
- طلسم‌شده (۱۹۴۵)
- عصر وحشت (۱۹۴۹)
- مشعل و کمان (۱۹۵۰)
- ام (۱۹۵۱)
- روشنی‌های صحنه (۱۹۵۲)
- آدری رز (۱۹۷۷)
- آرواره‌های شیطان (۱۹۸۲)
- انجمن شاعران مرده (۱۹۸۹)
- عصر معصومیت (۱۹۹۳)
- در موقعیت او (۲۰۰۵)

## مرگ
لوید در 11 می 2021 در سن 106 سالگی در خانه اش در محله برنت وود لس آنجلس، کالیفرنیا در خواب درگذشت. 